# Peračica (potok)
Peračica je potok, ki izvira v okolici vasi Slatna na južnih pobočjih gore Dobrča na Gorenjskem. Ima več izvornih krakov. Teče mimo naselij Peračica, Brezje in Ljubno, severno od vasi Posavec pa se kot levi pritok izliva v reko Savo. Večja pritoka Peračice sta potok Grofija in Lešanjščica (s pritokoma Hudi graben in Strašnik). Pod hribom Peračica (522 m) je tudi Peračiški slap.

## Peračiški slap
Je v srednjem delu doline, kjer na koncu krajše soteske potok pada čez manjši prag. Kljub temu, da je njegova višina samo 5 m, je slap zelo zanimiv, saj je edini v Sloveniji, ki pada čez prag iz andezitnega tufa iz obdobja oligocena. Ta vulkanska kamnina daje okolici svojevrsten videz, s svojo zeleno barvo pa slapu slikovite odtenke.
Iz Brezij do slapa vodi lepo urejena Pot miru. Pri slapu je tudi vpisna skrinjica in razlagalna tabla.